# Violín (color)
Violín (del francés violine ) es un color violeta purpúreo que se encuentra incluido en el repertorio cromático de la cultura francesa. En el ámbito hispanohablante es usado preferentemente como coloración de tintura para el cabello.